# Arif Şahin
Arif Şahin (* 13. August 1985 in Eskişehir) ist ein türkischer Fußballspieler.

## Karriere

### Vereinskarriere
Arif Şahin begann mit dem Vereinsfußball in der Jugendabteilung von Bursaspor, spielte dann ein Jahr in der Jugend von Bursa Merinosspor und kehrte dann wieder zur Jugend von Bursaspor zurück.
2004 wechselte er als Profispieler zum Drittligisten Bilecikspor. Hier bekam er auf Anhieb einen Platz in der Startelf und spielte eineinhalb Jahre lang durchgängig.
Zur Rückrunde 2005/06 wechselte er zu Bursa Merinosspor und kam bis zum Saisonende auf fünf Ligaspiele. Mit Abschluss dieser Spielzeit wechselte er an die Schwarzmeerküste zu Arsinspor. Er spielte hier bis zur Rückrunde und wurde dann für die restliche Spielrunde an den Viertligisten Ofspor ausgeliehen. Anschließend spielte er zwei Saisons für Sakaryaspor und eine Saison für Kartalspor.
Zur Saison 2009/10 wechselte er dann samt Ablöse zu Elazığspor und feierte mit diesem Verein zum Saisonende seiner zweiten Saison die Meisterschaft der TFF 2. Lig und damit den direkten Aufstieg in die TFF 1. Lig. Auch die Saison 2011/12 etablierte er sich sofort als Leistungsträger seines Teams und war der Spieler mit den zweitmeisten Einsätzen. Am vorletzten Spieltag schaffte man den sicheren Aufstieg in die Süper Lig. Zur Winterpause der Saison 2012/13 verließ er Elazığspor.
Bereits wenige Tage nach seinem Abschied von wurde sein Wechsel zum Zweitligisten Kayseri Erciyesspor bekanntgegeben. Zum Saisonende erreichte er mit diesem Verein die Meisterschaft der TFF 1. Lig und damit den direkten Aufstieg in die Süper Lig. Da sein auslaufender Vertrag nicht verlängert wurde, wechselte er zur neuen Saison zum Zweitligisten Gaziantep Büyükşehir Belediyespor.
Nachdem er für Gaziantep BB eine Pflichtspielpartie absolviert hatte, wechselte er am letzten Tag der Sommertransferperiode zum Ligakonkurrenten Samsunspor.
In der Sommertransferperiode 2014 wechselte er zum Zweitligisten Antalyaspor. Mit diesem Klub beendete er die Zweitligasaison 2014/15 als Play-off-Sieger und damit als letzter Aufsteiger. Zur Saison 2015/16 verließ er Antalyaspor nach Vertragsablauf und heuerte beim Zweitligisten Giresunspor an. Eine halbe Saison später wechselte er zum Ligarivalen Boluspor.

## Erfolge
Mit Elazığspor
- Meister der TFF 2. Lig und Aufstieg in die TFF 1. Lig: 2010/11
- Vizemeister der TFF 1. Lig und Aufstieg in die Süper Lig: 2011/12

Mit Kayseri Erciyesspor
- Meister der TFF 1. Lig und Aufstieg in die Süper Lig: 2012/13

Mit Antalyaspor
- Play-off-Sieger der TFF 1. Lig und Aufstieg in die Süper Lig: 2014/15